# Juanita, la Larga
Juanita, la Larga fue una serie española de televisión, emitida por TVE en 1982, adaptación de la novela homónima de Juan Valera con dirección de Eugenio Martín.

## Argumento
La acción se desarrolla en Villalegre, una villa española a mediados del siglo XIX, inspirada en el pueblo cordobés de Cabra. De hecho, la mayoría de localizaciones se grabaron en este municipio.
Juanita es la joven lugareña más bella y deseada del lugar. De extracción humilde, se convierte sin embargo en objeto del deseo de Don Paco. No será sencillo para Juanita responder a ese amor, debido a las presiones sociales y la hipocresía de la España de la época. Pese a las vicisitudes, triunfa el amor y la pareja acaba contrayendo matrimonio.

## Reparto
- Violeta Cela ... Juanita
- Conrado San Martín ... Don Paco
- Mercedes Sampietro ... Doña Inés
- Manuel Zarzo ... Don Andrés
- Queta Claver ... Juana
- Manuel Alexandre ... Don Álvaro
- Imanol Arias ... Antoñuelo
- Miguel Rellán ... El Cura
- Walter Vidarte ... El Maestro
- José Vivó ... Don Álvaro'